# كاتسوهيرو ماتسوموتو
كاتسوهيرو ماتسوموتو (ولد في 28 فبراير 1997) سباح ياباني. شارك  في منافسات سباق 200 متر حرة في بطولة العالم للألعاب المائية 2017.

## روابط خارجية
- كاتسوهيرو ماتسوموتو على موقع الاتحاد الدولي للسباحة (الإنجليزية)
- كاتسوهيرو ماتسوموتو على موقع SwimRankings.net (الإنجليزية)
- كاتسوهيرو ماتسوموتو على موقع اللجنة الأولمبية الدولية (الإنجليزية)
- كاتسوهيرو ماتسوموتو على موقع أوليمبيديا (الإنجليزية)